# Ottumwa
Ottumwa è una città degli Stati Uniti d'America, capoluogo della Contea di Wapello, nello Stato dell'Iowa.

## Geografia fisica
Le coordinate geografiche della città sono: 41°00′47″N 92°24′53″W (41.013056 -92.4147229). Ottumwa ha una superficie di 42,7 km2, di cui 40,9 coperti da terra e 1,8 coperti d'acqua. Le città limitrofe sono: Eldon e Hedrick. Ottumwa è situata a 205 m s.l.m.

## Società

### Evoluzione demografica
Secondo il censimento del 2000, Ottumwa contava 24.998 abitanti e 10.383 famiglie. La densità di popolazione era di 585,43 abitanti per chilometro quadrato. Le unità abitative erano 11.038, con una media di 258,50 per chilometro quadrato. La composizione razziale contava il 95,33% di bianchi, l'1,27% di afroamericani, lo 0,33% di nativi americani, lo 0,78% di asiatici e l'1,38% di altre razze. Gli ispanici e i latini erano il 2,76% della popolazione residente. Il 47,8% delle famiglie erano coppie sposate che vivono insieme.

Il 22,9% della popolazione aveva meno di 18 anni, il 10,9% aveva tra i 18 e i 24 anni, il 26,1% aveva tra i 25 e i 44 anni, il 21,2% aveva tra i 45 e i 64 anni e il 19,0% aveva più di 65 anni. L'età media della popolazione era di 38 anni. Per ogni 100 donne c'erano 92,8 uomini. Il reddito per una famiglia era di $30.174. Gli uomini avevano un reddito mediano di $31.222, mentre le donne di $20.934. Circa il 10,9% delle famiglie e il 15,2% della popolazione era al di sotto della soglia di povertà.
| Anno | Abitanti |
| ---- | -------- |
| 1860 | 1.632    |
| 1870 | 5.214    |
| 1880 | 9.004    |
| 1890 | 14.001   |
| 1900 | 18.197   |
| 1910 | 22.012   |
| 1920 | 23.003   |
| 1930 | 28.705   |
| 1940 | 31.570   |
| 1950 | 33.631   |
| 1960 | 33.871   |
| 1970 | 29.610   |
| 1980 | 27.381   |
| 1990 | 24.488   |
| 2000 | 24.998   |